# Palmyreuphrosyne paradoxa
Palmyreuphrosyne paradoxa är en ringmaskart som beskrevs av Fauvel 1913. Palmyreuphrosyne paradoxa ingår i släktet Palmyreuphrosyne och familjen Euphrosinidae. Inga underarter finns listade i Catalogue of Life.